# Pleuridium subulatum
Pleuridium subulatum là một loài rêu trong họ Ditrichaceae. Loài này được Hedw. Rabenh. mô tả khoa học đầu tiên năm 1848.